# Crinodendron patagua
Crinodendron patagua là một loài thực vật có hoa trong họ Côm. Loài này được Molina mô tả khoa học đầu tiên năm 1782.

## Hình ảnh

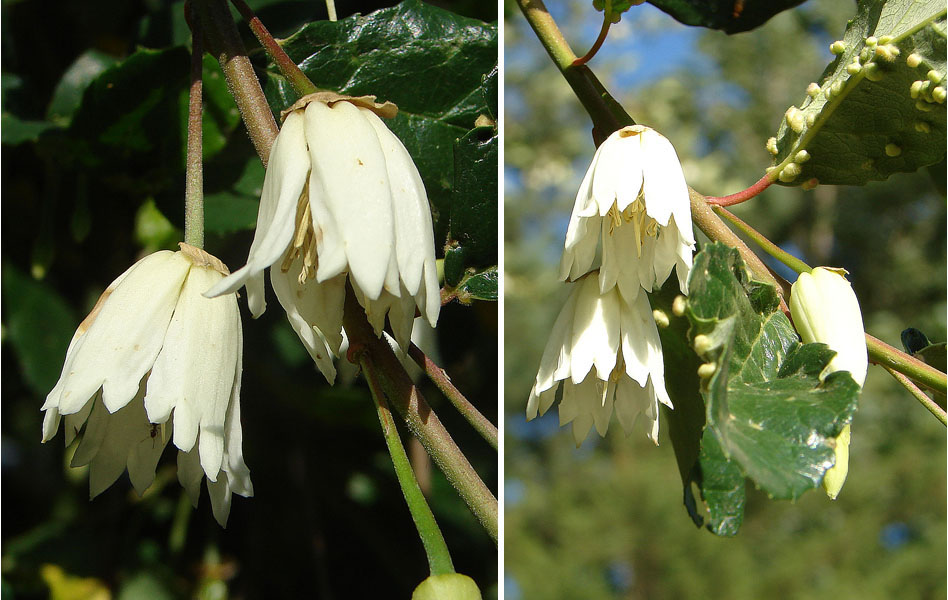
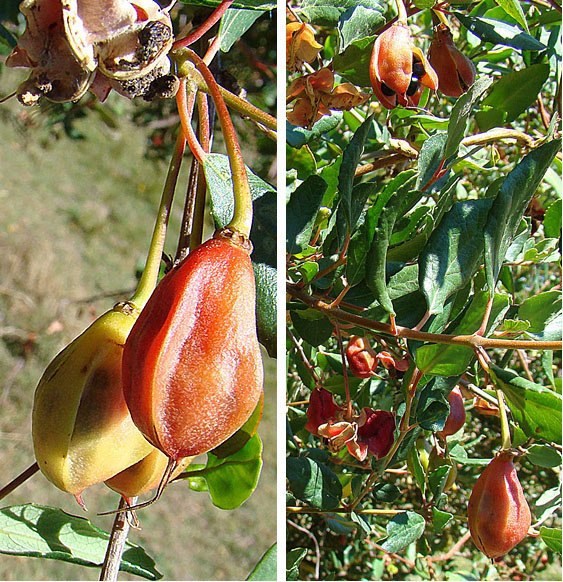
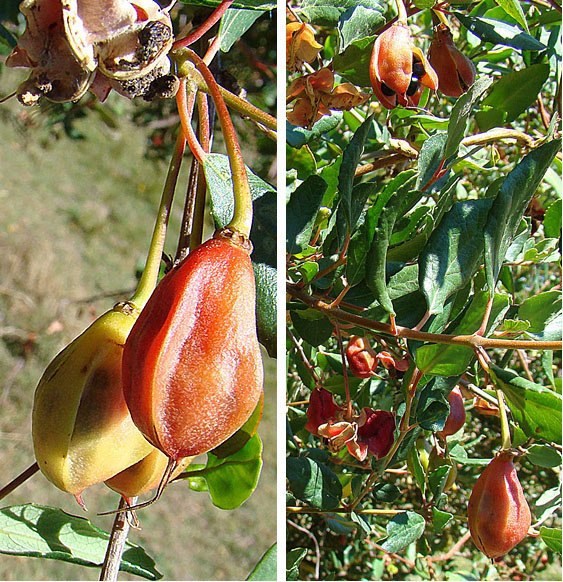